# Nintendo World 2006 Wii体験会
Nintendo World 2006 Wii体験会（ニンテンドーワールド2006 ウィーたいけんかい）は、2006年11月に関東（千葉）、名古屋、大阪で開かれた任天堂主催の展示会。同年12月2日発売の新型ゲーム機、WiiやニンテンドーDSの未発売のソフトが体験できた。
任天堂は1991年から2001年にかけて毎年、「任天堂スペースワールド」という展示会を開催していた。現在はこのイベントおよび2004年に開催された「ニンテンドーワールド Touch! DS」のように新ハードの発売に合わせて不定期にソフトの体験会を開くという形式変更している。

## 開催場所
時間はJST。
- ポートメッセなごや　第3展示場　（名古屋市港区）　11月3日（9:00-16:00）
- インテックス大阪　1・2号館　（大阪市住之江区）　11月12日（9:00-16:00）
- 幕張メッセ　国際展示場9 - 11ホール　（千葉市美浜区）　11月25日、11月26日（両日とも9:00-16:00）

## 出展ソフト
括弧内は発売元。タイトルについては発表当時を示す。

### Wii
- はじめてのWii　（任天堂）
- Wii Sports　（任天堂）
- おどる メイド イン ワリオ　（任天堂）
- ゼルダの伝説 トワイライトプリンセス　（任天堂）
- ポケモンバトルレボリューション　（任天堂）
- エキサイト トラック　（任天堂）
- Wiiやわらかあたま塾（仮称）　（任天堂）
- スーパーマリオギャラクシー　（任天堂）
- ファイアーエムブレム 暁の女神　（任天堂）
- マリオストライカーズ チャージド（仮称）　（任天堂）
- マリオパーティ8（仮称）　（任天堂）
- メトロイドプライム3 コラプション　（任天堂）
- はじめの一歩 Revolution　（AQインタラクティブ）　※大阪会場、東京会場に出展
- コール オブ デューティ3　（アクティビジョン）
- ダウンヒルジャム（仮称）　（アクティビジョン）
- カドゥケウス 二つの超執刀　（アトラス）
- マーベル アルティメット アライアンス　（インターチャネル・ホロン）
- GT pro series　（エム・ティー・オー）
- ニード・フォー・スピード カーボン　（エレクトロニック・アーツ）
- Elebits　（コナミデジタルエンタテインメント）
- ドラゴンクエストソード 仮面の女王と鏡の塔　（スクウェア・エニックス）
- ネクロネシア　（スパイク）
- BLEACH Wii 白刃きらめく輪舞曲　（セガ）
- スーパーモンキーボール ウキウキパーティー大集合　（セガ）
- ソニックと秘密のリング　（セガ）
- クッキングママ みんなといっしょにお料理大会!　（タイトー）
- 電車でGO! 新幹線'06 山陽新幹線編　（タイトー）
- ふるふるぱーく　（タイトー）
- スイングゴルフ パンヤ　（テクモ）
- SUDOKU 数独　（ハドソン）
- WING ISLAND　（ハドソン）
- コロリンパ　（ハドソン）
- ボンバーマンランド Wii　（ハドソン）
- めざせ!! 釣りマスター（仮称）　（ハドソン）
- SDガンダム スカッドハンマーズ　（バンダイナムコゲームス）
- 縁日の達人　（バンダイナムコゲームス）
- たまごっちのピカピカだいとーりょー!　（バンダイナムコゲームス）
- ONE PIECE アンリミテッドアドベンチャー　（バンダイナムコゲームス）
- クレヨンしんちゃん 最強家族カスカベキング うぃ〜　（バンプレスト）
- 牧場物語Wii（仮称）　（マーベラスインタラクティブ）
- THE DOG ISLAND ひとつの花の物語　（ユークス）
- モンスター4×4 ワールドサーキット　（ユービーアイソフト）
- ラビッツ・パーティー　（ユービーアイソフト）
- レッドスティール　（ユービーアイソフト）
- バーチャルコンソール各種ソフト
- 写真チャンネル（本体内蔵ソフト）
- 似顔絵チャンネル（本体内蔵ソフト）

### ニンテンドーDS
- 星のカービィ 参上! ドロッチェ団　（任天堂）
- 監修 日本常識力検定協会 いまさら人には聞けない 大人の常識力トレーニングDS　（任天堂）
- ポケットモンスター ダイヤモンド・パール　（発売元：ポケモン 販売元：任天堂）
- しゃべる!DSお料理ナビ　（任天堂）
- 英語が苦手な大人のDSトレーニング えいご漬け　（任天堂）
- 東北大学未来科学技術共同研究センター川島隆太教授監修 もっと脳を鍛える大人のDSトレーニング　（任天堂）
- だれでもアソビ大全　（任天堂）
- やわらかあたま塾　（任天堂）
- 漢字そのまま DS楽引辞典　（任天堂）
- 東北大学未来科学技術共同研究センター川島隆太教授監修 脳を鍛える大人のDSトレーニング　（任天堂）
- nintendogs　（任天堂）
- タッチで楽しむ百人一首 DS時雨殿　（任天堂）
- DS美文字トレーニング（仮称）　（任天堂）
- ウィッシュルーム 天使の記憶　（任天堂）
- 怪盗ワリオ・ザ・セブン　（任天堂）
- 健康応援レシピ1000 DS献立全集　（任天堂）
- JUMP ULTIMATE STARS　（任天堂）
- ちびロボDS（仮称）　（任天堂）
- ピクロスDS　（任天堂）
- リズム天国　（任天堂）　※ゲームボーイアドバンス用ソフト。
- 世界樹の迷宮　（アトラス）
- シムシティDS　（エレクトロニック・アーツ）
- 逆転裁判4　（カプコン）
- 流星のロックマン ドラゴン/ペガサス/レオ　（カプコン）
- リーズのアトリエ 〜オルドールの錬金術士〜　（ガスト）　※出展中止
- 悪魔城ドラキュラ ギャラリー オブ ラビリンス　（コナミデジタルエンタテインメント）
- パワプロクンポケット9　（コナミデジタルエンタテインメント）
- ボクらの太陽 Diango & Sabata　（コナミデジタルエンタテインメント）
- DS陰山メソッド 電脳反復 ます×ます百ます計算　（小学館）
- すばらしきこのせかい　（スクウェア・エニックス）
- チョコボと魔法の絵本　（スクウェア・エニックス）
- ドラゴンクエストモンスターズ ジョーカー　（スクウェア・エニックス）
- ご当地検定DS　（スパイク）
- BLEACH DS 2nd 黒衣ひらめく鎮魂歌　（セガ）
- オシャレ魔女 ラブ and ベリー 〜DSコレクション〜　（セガ）
- 三国志大戦DS　（セガ）
- 不思議のダンジョン 風来のシレンDS　（セガ）
- NARUTO -ナルト- 忍列伝　（タカラトミー）
- パズルシリーズ Vol9 数独2 Deluxe　（ハドソン）
- 平成教育委員会DS　（バンダイナムコゲームス）
- 牧場物語 キミと育つ島　（マーベラスインタラクティブ）
- レイトン教授と不思議な町　（レベルファイブ）